# Пшеворск
Пшеворск (пољ. Przeworsk) град је у Пољској у Војводству поткарпатском. По подацима из 2012. године број становника у месту је био 15 915.
По њему се зове Пшеворска култура.

## Становништво
| 1946. | 1960. | 2012.  |
| ----- | ----- | ------ |
| 8.570 | 8.040 | 15 915 |

## Партнерски градови
- Мјелњик